# Championnat d'Amérique du Sud féminin de volley-ball 1967
Navigation
Édition précédente Édition suivante
Le 7e championnat d'Amérique du Sud de volley-ball féminin s'est déroulé du 5 mai 1967 au 15 mai 1967 à Santos, Brésil. Il a mis aux prises les cinq meilleures équipes continentales.

## Équipes présentes
- Brésil
- Chili
- Paraguay
- Pérou
- Uruguay

## Classement final
| Place              | Équipe   |
| ------------------ | -------- |
| Médaille d'or      | Pérou    |
| Médaille d'argent  | Brésil   |
| Médaille de bronze | Paraguay |
| 4                  | Uruguay  |
| 5                  | Chili    |